# 2024年Seventeen演唱會澳門站相關爭議
2024年Seventeen演唱會澳門站相關爭議，是指韓國男子音樂組合Seventeen在2024年1月20日至21日於澳門氹仔奧林匹克體育中心-運動場舉行《SEVENTEEN TOUR 'FOLLOW' TO ASIA》演唱會澳門站相關前期準備工作、綵排、演出進行及散場期間等所引發的澳門本地社會爭議事件。事件更揭示出澳門缺乏舉辦相關活動的經驗，以及本地缺乏大型演出場所的選擇。
爭議原因是由於演唱會主辦場地澳門氹仔奧林匹克體育中心-運動場所在地點周邊非常接近居民住宅，鄰近設有多所非高等教育學校；而主辦單位對演唱會進行不同方面的前期搭建工程、綵排和活動演出進行期間所發出的音量及燈光，以及大量粉絲進入場地附近的社區一帶並在場外守候，分別產生各方面的噪音或聲浪，對周邊居民的日常生活、作息方面造成嚴重影響和滋擾：由於當時澳門本地大型場地包括其他休閒娛樂企業的場地同時舉辦其他演唱會活動，位於澳門威尼斯人內的金光綜藝館關閉並進行翻新工程，導致主辦單位只能局限於奧林匹克體育中心-運動場舉行。
此外，政府同時為配合演唱會活動的舉行，未有提前公佈各方面的臨時應對措施或計劃，包括對周邊道路實施包括封閉、人潮管制及各項臨時交通管制等，加深對周邊的居民造成困擾，因此整項活動對整個澳門社會引起極大爭議，讓舉行場地附近的周邊居民以及社會人士對主辦單位及澳門特別行政區政府相關部門的處理以至應對手法作出不同程度的批評或反應。
在演唱會活動結束後，澳門特別行政區政府社會文化司宣佈將成立政府跨部門小組總結相關經驗和汲取教訓，檢討各方面優化措施，以平衡中小企及周邊居民的利益，並做好各方面應對安排、規劃，使類似的大型演藝活動能夠安全和有序地順利舉行。

## 概述
2023年9月，韓國男子音樂組合Seventeen正式落實在澳門舉行《SEVENTEEN TOUR 'FOLLOW' TO ASIA》演唱會，作為該組合在亞洲巡迴演出的最後一站，並於澳門奧林匹克體育中心-運動場舉行。
交通事務局及治安警察局分別在2024年1月18日以新聞稿方式公佈相關臨時交通管制安排及人潮管制措施詳情。其中交通部門於2024年1月19日至21日期間，因應演出場地周邊人流增加，實施一系列臨時交通措施。其中，配合警方在有需要時實施人流管制，周邊多個巴士站暫停使用，澳門輕軌運動場站於20日至21日每日20:00至管制結束前暫停上落。巴士站停用安排方面，“澳門運動場”站及“運動場/體育中心”站於1月20日10:00起至21日臨時停用；而“華寶花園”站、“美景花園”站、“運動場/賽馬會”站於1月20日及21日每日20:00起臨時停用，直至解除管制。主辦單位另協調兩間巴士公司提供兩條免費穿梭巴士路線，分別前往關閘（近青茂）及橫琴口岸，屆時兩巴將在活動場地周邊預留備用車輛。
人潮管制措施方面，警方將指示人群沿運動場道、體育路及學院路離開，相關道路於1月19日09:00起禁止泊車，並陸續實施封閉交通措施，另外，警方亦會因應實際情況，於施督憲正街及地堡街等實施交通管制。治安警察局公佈預料在演唱會前後，氹仔運動場周邊將出現大量人流，局方將因應實際情況，於氹仔運動場和官也街一帶實施人潮管制和臨時交通管制措施。

## 噪音爭議
演唱會所在地奧林匹克體育中心-運動場位處周邊為民宅和學校，在實施一系列臨時交通措施以及舞台搭建及彩排的聲浪對周邊居民造成嚴重影響和滋擾，引起廣泛不滿和對澳門特別行政區政府包括體育局作出批評。再加上由於演出場地並非有蓋建築物，加上周邊氹仔舊城區道路網不足，運動場又與周遭民居毗鄰，為此，活動舉行綵排及演出時發出的音樂就讓周邊居民正常生活大受影響，甚至有不少居民在網上吐苦水，大叫「頂唔順」連窗門也震動的噪音。
2024年1月19日，大批聽眾分別致電澳門電台中文頻道晨間烽煙節目《澳門講場》反映，主辦方在舉辦前多天進行前期工程和測試，包括舞台搭建施工、試音和彩排產生嚴重噪音滋擾，加上工程24小時施工已報警和向環境保護局投訴仍無果；部分聽眾冀有關當局日後批出場地舉辦演出時，考慮對周邊居民的影響。環境保護局表示，已收到大量相關噪音投訴後，已即時派人對活動主辦方作出建議和採取適當措施以減少影響，如有違法情況將依法跟進。
早在前期舞台搭建施工過程中，直選議員高天賜於社交平台帖文中表示，收到居於演出場地附近的居民投訴，「為籌備即將舉辦的演唱會，奧林匹克運動場內持續近一個禮拜日夜施工，造成巨大的噪音滋擾。尤其是在夜晚，噪音的聲響會持續到凌晨兩三點，嚴重的工程噪音讓附近大量居民無法入睡。」多名居民曾多次致電環境保護局但改善無果，情況影響居民休息及工作。部分居民甚至指，工程噪音極大，造成家中玻璃震動。
有距離場地周邊大廈居住的居民接受本地報章受訪時表示，交通管制措施對居民出行十分不便，加上主辦單位在測試音響時常發出持續十多分鐘的聲響，十分“轟耳”，感到無奈。不少街坊反映演唱會聲浪之大，令窗亦震動。更有周邊居住的家長反映，其女兒因發燒留在家中休息，但一連幾天測試音響，聲浪甚大，只好離家暫避；另有居民建議日後再舉辦同類戶外演出時，政府跨部門和活動主辦單位應該加強協調，去完善各方面配套措施。
對於演出場地發出噪音或聲浪較以往活動較大，澳門學聯副理事長何天浩指出，翻查過往資料晚間在該場地舉行的大型演藝活動“少之又少”，在此背景下對於有鄰近市民反映該活動擾民，實屬正常。又指出活動地點與最近一間學校的直線距離僅200米左右，雖然距離剛好符合《預防和控制環境噪音》法律規定，但活動籌備過程所進行的測試工程或綵排難免會造成一定的噪音。又認為澳門正密鑼緊鼓地建設“演藝之都”，可預見未來澳門大型表演場地檔期緊張，因此難以預料是否會有其他大型活動在距離民居附近舉行，因此建議當局做好各方面協調，以減少周邊居民生活上的影響。
民眾青年會常務副會長陳茵茵表示演唱會於戶外舉辦課題非常值得社會共同探討，在演藝活動上，對場地所在區域周邊居民的聲浪及出行影響可能會更加深，受影響範圍較大，因此在發展“演藝之都”的同時，要如何溝通及定義，如何令社會上“魚與熊掌、不可兼得”變成“相互理解、互相依存”，這個當局需要加緊步伐，尋求社會共識。

## 臨時交通安排爭議

### 學界泳賽與演唱會活動“撞期”
2024年1月20日，澳門第47屆學界游泳比賽剛好“撞正”演唱會舉行首天，加上周邊實施封路及臨時交通管制措施，引起家長們分別向多名澳門立法會議員投訴，不滿多個政府部門相關安排，包括要求將賽事延期舉行。
主辦單位之一的教育及青年發展局隨後於2024年1月19日近午夜宣佈，為保障學生交通便捷及賽事順利，該局經與多個政府部門及巴士公司會商，特別安排於當天12:00至20:30增設臨時免費穿梭巴士，往返氹仔中央公園（澳門大學附屬應用學校門前）至澳門奧林匹克游泳館，每15分鐘一班，供參賽學生憑學生證可與其陪同人免費乘搭；該局並呼籲學生儘量使用公共交通工具往返泳館，另建議學生或陪同人可將車輛停泊於氹仔中央公園停車場轉乘接駁巴士往返。

### 巴士站及輕軌站停用爭議
2024年1月22日，《澳門日報》的“新聞特搜”中指出，對於輕軌運動站等周邊交通安排引起不少的社會爭議。指出自氹仔線延伸至媽閣站後，作為連接澳門半島至氹仔的交通重要一環，面對大型演出活動，作為集體運輸工具的輕軌是理應派上用場，但當局卻決定在人潮散場高峰時“封站”，實施“暫不上落”措施。相反地，輕軌服務於大型節假日因應民眾需要按實況延長服務，其新聞稿中亦稱“大型節假日或活動前，會評估人流情況，考慮調整列車班次及延長列車服務時間”。但如今卻因人流管制而封站，同是大型活動應對方案卻截然不同，令人費解。
離島社區服務咨詢委員會委員兼副召集人吳鴻祺指出，演唱會結束後對於散場路線及指示不清晰，他促請當局研究做好相應交通配套，善用輕軌做好在散場期間作出交通分流的作用；另批評演唱會與學界游泳比賽和學校開放日“撞期”，批評相關部門處於「各自為政」，加上外地的主辦方可能不熟悉場館位置及本地社會民生情況，需要有關部門向主辦方提出要求並做出適當監管，而絕非當有居民投訴，有關部門才「後知後覺」善後；他建議日後在民生區舉辦大型演藝活動期間，提前發佈相關資訊，以及聆聽相關周邊居民的意見和做好改善減少擾民的措施。
資深傳媒人兼傳新澳門協會會長甄慶悅批評政府“突然”對演出場地一帶實施交通管制，是倒退兼擾民；至於澳門輕軌及公共巴士作為號稱大運量大眾運輸工具，卻在大型人流出現，最需要大運量交通工具之時停站，無異於養兵千日，一聞炮聲即舉手投降，事件不尋常，已不止反智咁簡單，直頭國際級笑話：搞一個演唱會都要封巴士站、輕軌站以及封路幾日，還吹噓自己是演藝之都，對特區政府的施政、決策能力及管治威信，再一次、進一步自毀。他亦在同年4月5日於報章社評撰文中批評政府跨部門小組的設立都只是架床疊屋，虛應一招，在活動統籌層面，若站在演藝產業發展層面，則有更多問題待解決，其「硬核」是場地，「軟核」是官方思維及制度。再說官方思維及制度問題禍因是用「公務員租場」的方式及態度去營運，而非以商業等思維去行事，出來的結果就是場館得不到充分利用，因為場地是否租得出、租用規則是否合理、成本如何、場館效益有否最大化從來不是部門的頭號目標，「不出事」、「就自己」才是他們最關心的，管轄大部分場館的體育局，這麼多年來對總會、學校、社團甚至其他政府部門的百般刁難，街知巷聞；甚麼官方場地不許商業廣告、不許私人教授等中世紀思維及做法，佛都有火。

### 散場交通指示不清
在演唱會散場期間，治安警察局分別在2024年1月20日21:00至22:30以及21日20:45至22:40，對地堡街及官也街等周邊一帶實施人潮管制措施，期間官也街一帶巴士站暫停使用，並於奧林匹克大馬路將設臨時巴士站上落。
氹仔社區發展促進會副會長林家全呼籲相關部門從相關爭議中作出總結和汲取經驗，在提升遊客滿意度的同時，亦可從民生的角度作出考慮，在未來的大型活動中作出更妥善的安排，對於觀眾較難尋找交通工具，他建議善用軌道交通和公交系統疏導人流，期望相關部門可和輕軌公司加強溝通，提前做好準備預案，例如增加班次以應對大型節日或活動期間增加的人流，另建議未來大型活動的舉辦地點可考慮選擇遠離民居的活動場地。
交通咨詢委員會委員古慶祥指出，演唱會舉行期間，導致同一時間在社區內有大量人群聚集以至流動，或存在釀成意外的風險。建議政府跨部門加強活動前後時段的人流動線管理，協同主辦方詳細部署，依實際情況實施人流管制措施和避免意外發生的逃生方案。另建議當局透過多渠道宣傳到各區的交通安排指引，增加相應交通配套以分散客流。

## 主辦方回應手法之爭議

### 「溫馨通知」
2024年1月19日，演唱會主辦單位於澳門本地報章刊登一個「溫馨通知」廣告，指演唱會舉行會按澳門現行法例進行規範去綵排和演出，期間「可能會造成一定程度的聲浪」，為附近居民帶來不便，去敬請社會各界及市民支持和諒解，同時又稱將攜手共建「演藝之都」，為澳門的文化藝術發展注入新的活力。

### 「道歉啟事」與「致謝啟事」同時列登
2024年1月22日，演唱會主辦單位於澳門本地報章刊登啟事，對受演唱會包括工程及演出期間引起的聲浪及交通改道等措施影響的市民致以深切歉意，同時感謝特區政府及各部門配合和支持。
在「道歉啟事」與「致謝啟事」刊登後，主辦單位被傳媒形容是“賣乖”，在聲明中指出承認演唱會的前期工程和演出對周邊居民日常生活造成影響，並作出致歉；但該主辦單位稱活動能夠吸引超過4萬觀眾進場，創下社區演出的新紀錄，同時有效帶動社區內外交通、餐飲、住宿、遊覽等多方面綜合消費，為社區經濟注入新動力；同時表示未來會改進活動，嚴格遵守環境管理，期待一同共建澳門「演藝之都」。

## 政府部門處理手法爭議

### 批覆場地爭議
2024年1月19日，體育局局長潘永權表示，對於活動造成的人流、對周邊居民影響的問題，指出當局在日後批出場地時除考慮檔期及設施條件外，會更嚴格要求用場單位提前與相關部門溝通，注意是否需獲得相關准照或許可；加上澳門多個少體育設施屬於多功能場地，不同單位是否符合條件能夠租借使用，當局一直與各用場單位溝通及不斷提醒必須遵守澳門本地相關法律法規。 
社會綜合研究學會會長葛萬金指出，演唱會舉行原本是有助社區經濟和旅遊業發展，但政府部門在批出場地時「鬼鬼祟祟」，未有對居民事前公佈相關細節和影響；由於演出前後又有諸多事前、事後工夫需要處理，甚至為配合舉行同時漠視居民權益，嚴重影響該區周邊居民民生，質疑場地批出前是否有作評估，了解活動會給民生區是否帶來負面影響。另外關注到有關大型活動是否有做風險評估及應急預案，若奧林匹克體育中心-運動場草皮遭破壞是否有人負責後續工作，相關費用又由何方負責或監管？他指出政府和主辦方沒有作出詳細解釋，讓民意「彈多過讚」是一項不負責任的表現。葛萬金在另一報章訪問認為若果特區政府要落實建設「演藝之都」的美麗願景，不能流於空泛的口號，須對實際內涵下足工夫和制訂長期規劃，如尋覓固定的綜藝場地設施，汲取本次爭議的教訓；政府卻輕易將場地批給私人娛樂公司舉辦大型商業性質的演唱會，顯出當局在發展文化和體育的定位和方向均缺乏考慮和規劃；交通安排方面應該加強與社會溝通協調，儘早公布具體安排並建議設置多條散場巴士路線以疏導散場人流；同時冀政府宜多想辦法，要充分避開民居的場所舉辦類似的大型商業演唱會活動。
澳門立法會直選議員梁孫旭表示，演唱會舉行兩天期間導致公共巴士出現供不應求局面，希望當局及主辦方吸收經驗，不斷改善分流措施，預防意外事件發生。另外在舉辦大型活動同時須兼顧居民權益和理解，善用場地資源並作出整體規劃，建議政府部門、活動主辦方及居民之間保持溝通，互相理解和包容，以減少大型活動對居民生活的影響。
澳門立法會直選議員謝誓宏就本次事件提出書面質詢，促請當局優化演唱會項目的審批，根據活動性質和人數等因素，向承辦公司推薦不同的場館，並優先建議申請在大型室內場館或澳門蛋舉辦活動。又表示收到大量於活動場地周邊居住的居民，以及大批參加學界游泳比賽的學生和家長作出投訴，未有考慮演唱會前期工程、綵排及人流等對各方面的負面影響，因此促請當局加強巡查大型活動的前期準備工程工作的噪音和滋擾處罰，並吸取經驗教訓，若再次出現大型活動或在賽事同日同區舉辦，建議透過協商暫緩或取消比賽等應急預案，避免加劇人群聚集和耽誤選手賽後休養。
2024年1月31日，《市民日報》市民之言社論批評特區政府高舉陽光施政，卻連租金等費用也像是「不能說的秘密」，在吸引更多團體租用政府場地舉辦大型區域或國際活動為打造“演藝之都”引起社會爭議與批評。政府拋出「演藝之都」的施政方針後，似乎都想將責任推到博企身上，博企有財力有人力有場地，舉辦演藝活動並非難事，只是檔期不足或主辦單位想覓得更大場地時，欠缺當局透明和公開的租賃指引和列表，豈不令有意來澳舉辦大型演藝活動的團體感到氣餒，顯然有違政府打造「演藝之都」的初衷，因此建議政府應公開透明地公布可租賃的政府場地日期、金額（包括細項）等，供業界公平租賃，採用先繳費先得的原則運作，符合政府打造「演藝之都」的目標。

### 場內草地嚴重受損
2024年1月25日，澳門立法會直選議員高天賜指收到演出後場地附近居民反映，氹仔運動場內的不同設施包括草皮等均出現不同程度的受損，網上有人質疑包括主辦單位賺錢、「賣乖」後就走人，留下爛攤子讓政府埋單，也有指當局平日對公眾「踩場」十分緊張，今回雙標任由對方破壞草地云云。體育局於同年1月26日晚上回應指自演唱會前期搭建工程至整個活動期間，一直密切留意場地設施的使用情況。體育局指，自25日交還場地後隨即派員評估草地情況，因應修復時間需時，所以早已要求演唱會用場單位就演唱會所引致草地及其他設施的損毀立即開展修復，預計修復工作可於同年2月下旬前完成，有關的修復費用將由用場單位負責。考慮到修復場地需要一段時間，並早已與其他用場單位協調用場安排，故對各單位的活動影響不大。
澳門立法會直選議員林宇滔形容，演唱會的爭議“唱出很多澳門平時擺埋唔理的問題”，澳門要做演藝或盛事之都，不能只“空口講白話”，政府必須正視活動統籌的缺失，交代事後歸責問題。建議包括將澳門東亞運動會體育館是否有條件“升級改造”及收回氹仔馬場土地後會否研究提供不同的演出場地；另外對於運動場內設施在演唱會後特別是天然草坪大量枯死或被毀壞，他促請政府交代對演唱會場地租借的要求，包括有否對草坪的維護要求，以及事後翻修應由誰去承擔相關責任。總結今次事件凸顯政府根本沒有就場地不同用途的使用制訂SOP（標準工作流程），例如場地不同類型性質的使用應有不同收費及要求，並應就不同類型的租賃，提前做好噪音評估，人流出入場安排、草地設施保護的要求及預案等，若無法達標就不應借場，而不是後知後覺，同時必須面對本次爭議中帶出各部門各自為政的問題，同時應制訂公開、清晰的申請活動流程，並應提供一站式審批服務，包括提供如申請食肆發牌的跨部門預備會議，讓舉辦方，在租用場地前全面評估，將影響降到最低，甚至改選其他場地等，避免問題再現，同時可推動更多商業體育娛樂盛事在澳門舉行，真正推動經濟多元。林宇滔在另一報章訪問提到，在連續兩天演唱會散場期間，輕軌站亦再次出現人山人海的畫面，購票處大排長龍，皆因這次活動以旅客為主，旅客除沒有澳門通卡和輕軌通，身上亦不見得有澳門元，變相全部擁擠在客務中心人手購票，造成一次又一次迫爆部分輕軌站，他批評澳門特別行政區政府以及澳門輕軌股份有限公司無心解決輕軌票務系統，以及輕軌與巴士之間轉乘優惠的問題；故建議輕軌公司可局部在閘機增設其他電子支付方式，或是參考巴士公司做法，在入閘位置派員人手掃描電子支付，便可以短時間內滿足不同人士需要。
離島社區服務咨詢委員會委員何仲傳批評，部門批出准照及場地未有充分考慮演唱會對附近居民的影響，並質疑准照批出的理據，建議當局未來批演唱會行政准照宜更審慎，並促有關權限部門介入調查演唱會活動可能存在的違規情況。另外，據現場相片，運動場的草地受損至今未復原，促請體育局主動跟進，倘因演唱會活動致運動場草地損壞，應向主辦單位追究賠償責任，盡快恢復草地原狀並自我檢討監管上的不足。
氹仔運動場的草地質素在澳門符合正式比賽的球場上是屈指可數。直至2024年2月下旬，場內草皮因演唱會舉行後的受損問題仍未解決，從網上流傳相片中所見，運動場的草皮仍有相當大的面積處於近乎泥地的狀態，想“養草”復原至青綠，不知要“養”到何時。

## 演唱會舉行期間相關其他影響
在演唱會舉行期間，官也街一帶人頭湧湧，就連周邊街道亦是人山人海，不少欣賞演唱會的旅客到周邊商戶光顧或就餐。有商戶表示，演唱會舉行對生意有增長，令整條街比較有活力，在人流增加下對對周邊中小企有正面幫助；另有商戶表示演唱會舉行期間的周未生意額出現上升，帶動周邊的氣氛；有本地居民粉絲認為演唱會相關應對及交通安排妥當，以及對觀眾們相當友善和貼心。
有旅客表示雖然搶不到該演唱會門票，但認為澳門本地居民好客，旅遊環境、設施服務都十分好；有周邊居民認為演唱會對旅遊業帶來正面的經濟影響，但政府要有所衡量並聽取居民意見，在民生區舉行的大型活動前需考慮承載力和配套設施等是否足夠。
離島工商業聯合會表示，在演唱會舉行首日（2024年1月20日），經區內商戶了解到生意較普通周未上升30%至50%，人流增加超過5成以上，亦帶動其他社區人流的增加；對於活動對區內交通造成影響，該會認為不少商戶及居民都可以理解，但對社區經濟有正面作用，並建議未來研究如何優化安排。

## 相關建議

### 琴澳合建“演藝之都”
- 澳門立法會直選議員李良汪：過往奧林匹克體育中心-運動場均舉行不同的大型活動，例如回歸文藝匯演等，而某韓國男團組合演唱會極具號召力，吸引大批來自世界各地的粉絲及旅客來澳，加上該演唱會活動是“疫後復常”以來較大的戶外活動，難免對周邊居民造成一定影響，但周邊商戶亦因演唱會帶來的人潮而明顯受惠。因此，他認為關鍵是思考如何在效益與影響之間取得平衡，認為有關部門要對事後需要作出總結和汲取經驗以減少居民影響，另建議澳門特區政府與橫琴粵澳深度合作區共同合作，助力建設“演藝之都”[54]。他提出書面質詢指演出前後多名居民反映發出的噪音和觀眾仍在場地附近逗留喧嘩，持續影響周邊住戶休息，各項臨時交通措施「臨急抱佛腳」，反映出公共部門對場地租借欠缺有效評估，部門間更缺乏有效的協調溝通，最終加劇對社區及居民的影響，認為當局應「深刻反省」對當區居民造成滋擾及影響[56]。

### 善用並改建澳門本地現有場地以建設“演藝之都”
- 棋人娛樂製作公司創辦人兼行政總監謝復生：提議政府可以改建澳門東亞運動會體育館，打造一個能夠容納五萬人的場地，配合澳門在未來“演藝之都”和“體育之城”的發展建設。謝復生指出，“澳門蛋”所在位置遠離民生區，對周邊交通影響較少，同時能夠吸引大規模演藝和體育活動進行。雖然有意見指建議將大型演唱會移師至毗鄰的橫琴粵澳深度合作區舉行，但謝復生認為，橫琴當前未有相關場地足以容納如此龐大的人流，加上餐飲、住宿等各方面配套未必能夠跟得上，因此移師至橫琴舉辦大型演唱會相信仍需要一段時間，需要等待配套完善後才能進行探討[57]。
- 2024年1月20日的《澳門日報》“新聞小語”中指出，演唱會前期工程及綵排期間，對周邊居民造成負面影響，相關政府部門被批評未有做好評估和協調。政府提出建設“演藝之都”目標，事件正好是個契機，宜深思推動經濟發展時，如何平衡居民生活質素。文中提到政府將於2024年4月1日收回氹仔馬場土地，建議利用該土地舉行大型演藝活動，以滿足及有利“演藝之都”的建設[58]。

### 報章社評
- 2024年1月20日的《澳門日報》“一家之言”社評中提到，該演唱會對社區經濟帶來不少正面的影響，但選擇在政府場地舉行，對人流評估、周邊民居影響、交通配套、前期安排等準備工作卻受到批評，被指欠缺周詳部署，泛起不少漣漪。隨著政府有意將澳門打造“演藝之都”，博企將會積極安排演出活動，將場地的商業價值最大化，空檔期越來越少，政府場地料成為私人企業舉辦活動的租賃目標；建議政府跨部門強化協調，對活動周邊影響作出評估及制訂預案，並提早對外公佈，紓緩民間憂慮，為打造“演藝之都”凝聚民間共識[59]。
- 《捷報》社評指出，指澳門由2023年開始大力發展非博彩元素經驗，無疑導致「演唱會經濟」迅速發展和擴展。但由於演唱會舉行場地位於室外體育場地，導致當局實施一系列交通管制措施作應對，加上在演唱會綵排和演出期間，無不避免地發出噪音，即使發出噪音的時間非深夜的噪音管制時間，但對於輪班工作的附近市民來說，仍然損壞了他們的休息，讓人不禁地思考澳門的「演唱會經濟」硬件能否足夠支援，「演唱會經濟」獲得長足的發展需要將交通和噪音必須要妥善地處理好，不能夠讓市民長期地將就演唱會，而影響生活和正常社會運作[60]。
- 《新華澳報》“華澳人語”社評
  - 2024年1月22日：韓國男子組合於社區運動場地舉行演唱會帶來不少旅客到氹仔官也街一帶及周邊進行消費，帶動周邊商戶生意上升，但兩天的演唱會活動對場地周邊居民而言極受困擾，怨聲載道；不少周邊居民認為過往舉行大型體育運動會和文藝匯演沒有對周邊居民造成嚴重困擾。文中指出部分社會人士建議將澳門東亞運動會體育館改建，作為大型綜合演藝活動場地，同時建議特區政府相關部門汲取本次經驗和「教訓」，減少周邊居民影響，以及安排兩巴和六家博企“發財巴”到演出場地附近接載遊客返回路氹城周邊酒店[61]。
  - 2024年1月23日：政府在演唱會結束後成立跨部門小組檢討優化措施，其決策目的是政府樂見其成並「順水推舟」，並以本次大型活動作為「試驗」，社區內主辦的演唱會原意目的是希望能夠「引客入區」，幫助中小企的經營加快復甦；可見澳門特區政府的誠意善意及苦心，但是從這次「試驗」中引帶出「舉一反三」的效益，但同時就本次演唱會引發的爭議作出各方面的檢討[62]。
- 《市民日報》“市民之言”社論
  - 2024年1月23日：1月20日至21日於氹仔運動場舉行的韓國男團演唱會，驗澳門辦會接待粉絲、旅客的能力。當然，期間出現諸般問題引起社會反彈和評議，而社會文化司司長歐陽瑜昨日透露，會成立跨部門小組檢討，給予社會思考空間；政府在“二五規劃”和“經濟適度多元規劃”提出發展「1＋4」多元經濟和概念，並倡議建設「演藝之都」、「體育之城」，澳門如何做好自身配套，既發展經濟，也降低大型活動對周邊地區民生的影響以期取得平衡，建議在下一個大型節日春節來臨之際作出各項檢討工作[63]。
  - 2024年1月24日：由於演唱會舉辦地點近社區民居和校園，持份者認為事前搭建舞台、演出期間均帶來噪音和出行不便等困擾，社會連日增加不少怨氣。問題在於是主辦方、政府部門和居民三方未有做好溝通協調，而交通和封路安排也只是在活動舉辦前兩三日才公布。至於演唱會為何能使用政府場地沒有公開，本次事件反思到社區承載力及配套設施是否足夠，事前與區內持份者的溝通亦十分重要，在打造「演藝之都」構想時政府未有周詳思考怎樣接待從全球各地為偶像奔來的旅客，建議在下次舉行大型室外演唱會活動時應做好平衡，對居民的影響減到最低[64]。
  - 2024年2月29日：社文司回應社區演唱會爭議時，竟然認為於2023年6月在澳門旅遊塔外空地舉辦演唱會是對社區效益欠佳，導致眾多社區場地如蓮峰體育中心或氹仔運動場不宜舉辦演唱會，可見官員說明前言不對後語。文中提出建議政府就算是「做好功課」，但社文司卻認為旅客到來觀看演唱會還不夠，要盤活社區經濟才「算數」，不同政府部門有不同看法，再次體現政出多門，目標不一致的施政方向。對於場地管理方面，司長只好反過來另設小組，試圖矮化體育局在借出場地期間出現問題，只是展現行政柏金遜定律，也可能出現「三個和尚無水食」，由於這種跨部門協作，即是沒有部門願意牽頭承擔。2007年後，澳門東亞運動會體育館處於空置狀態，原因是公共工程質量欠佳，至今仍修修補補，我們亦希望盡快投入使用，該處遠離民居，是很好的場地，但官員表示「有關場地舉辦（活動）對社區效益欠佳」。至於氹仔馬場方面，交還後未知由哪一司接管，導致社文司無從入手打造演藝場地，因此只能建議冀當局最終將氹仔馬場劃作大型戶外演出場地，讓澳門能透過大型演藝活動引客，只是當局要做好事前民調、演出配套和規劃工作，避免重犯2024年1月的大型演唱會爭議錯誤[65]。

## 後續

### 與演唱會門票相關犯罪案件
2024年1月22日，澳門司法警察局通報，共接獲27宗在網上購買演唱會門票詐騙案，其中25宗涉及該韓國男團演唱會門票，受害人合共損失超過9萬元。被騙人士包括4名澳門居民，他們分別透過網上購買演唱會門票墮入騙局，損失最多的一宗案件涉及金額由900澳門元至12,796港元不等，其中韓團演唱會涉及被騙金額為105,354澳門元。
2024年1月26日，治安警察局通報於2024年1月20日在在場地附近截獲五名中國大陸男子，並在其中兩人身上搜出主辦單位遺失的六張貴賓席門票及七個手帶，擬透過社交平台轉售，涉款金額約2.1萬元。警方指於演唱會場地外圍巡查期間，發現一名涉案男子正與他人交收門票，並為對方帶上演唱會手帶，警方隨即上前截查，並透過監控鎖定其他涉案人士身份，同日在地堡街再拘捕4人。主辦方隨後向警方確認查詢指涉事門票和手帶存放在一房間中，房間沒有監控亦沒有上鎖，會有工作人員出入，部分門票、手帶和工作人員卡亦曾在演唱會前一天遺失，但未有即時報案。案件中有兩名受害人是透過社交平台，以6,000人民幣一張門票價格，向涉案男子購買演唱會門票，並相約在場外交收。警方稱有人拒絕合作，亦不排除有其他人士涉案，將繼續調查。

### 政府成立跨部門小組作檢討
2024年1月22日，社會文化司司長歐陽瑜表示，對於將演唱會人流引入社區，仍需與社會建立共識，兼顧區內居民的生活作息以減低影響，同時歡迎市民及中小企就此事件作出意見與建議，又提到如所有演唱會在路氹城大型綜合渡假村內的文旅綜藝設施主辦，不能對社區中小企受惠“演唱會經濟”。社文司另表示，政府將成立跨部門小組檢討本次活動帶來的相關影響與安排方面作出多方面包括交通、人流及噪音等方面作出檢討，並列出舉辦演唱會場地分為兩種，一種是近日在運動場這種接近民居、社區的場地，另一種則是遠離社區，如澳門蛋及日後將停用的氹仔馬場將有條件舉行大型演出活動；散場安排方面，政府跨部門已「盡其所能」，離場時已經成功將人員疏散，未有出現原來最擔心的「人推人」擁擠情況，是有賴政府跨部門的溝通以及配合。
2024年2月27日，社會文化司司長歐陽瑜出席一個公開活動受訪時態度和立場軟化，指檢視過往經驗，在奧林匹克體育中心-運動場舉辦演唱會有其局限性，一些很大型的演唱會、以及一些好像很低頻、不是太柔和的歌，真的不適合在該處進行演出。若於現時將動工興建的澳門半島南岸海濱綠廊二期（即現時旅遊塔巴士車場）皆效益不大，而原逸園狗場用地因交通不便兼太接近民居，因此沒有條件舉辦大型戶外演唱會。又表示政府正在另行尋找合適的戶外空地，用作日後臨時舉辦可容納兩萬至五萬人的演唱會，政府擬成立專責小組進行演唱會場地的審批、管理以及協調工作，至於澳門東亞運動會體育館是一個理想的室內場館，但當時正進行重鋪渠網工程，需要到2025年才開放租借給團體機構使用。
2024年3月25日，澳門立法會舉行口頭質詢大會，直選議員梁孫旭、馬耀鋒就「演藝之都」、「體育之城」作口頭質詢。社會文化司長歐陽瑜就大型戶外活動場地跟進方面，她重申當局就此仍在找對周邊居民的影響與令區內中小企受惠的「平衡點」，其中位處澳門半島南岸海濱綠廊靠近澳門旅遊塔一側的空地具條件容納近3萬人可作考慮，至於僅可容納7,000人的澳門東亞運動會體育館就不適合，同時稱將於未來一至兩周內在政府公報公布設立有關大型戶外活動舉辦場地的跨部門專責小組。
2024年4月2日，特區公報刊登行政長官批示，設立“大型演出活動協調小組”，協調在政府場地及設施舉行的大型戶外演出活動相關工作，並就有關申請的審批提供意見，同年4月3日起生效。協調小組由15人組成，社會文化司司長擔任組長，協調員和副協調員分別由文化局及旅遊局擔任，另分別由12個政府部門各有一名代表，由社會文化司司長批示委任。

### 投訴處理及場地修復情況
2024年2月3日，環境保護局表示共收到90宗涉及氹仔運動場演唱會的投訴個案，已派員即時處理。就政府跨部門總結是次經驗，已應相關統籌部門要求提供技術意見，日後舉辦同類演唱會時，演出前要評估噪音對周邊影響、盡量縮短綵排時間及注意音響搭建位置，表演時要遵守“噪音法”要求，舞台拆卸也要減少對居民的影響等。
2024年2月27日，體育局表示奧林匹克體育中心-運動場已在近日完成重鋪，正開展部份後期工作，修復費用由舉辦演唱會的公司全數負責，需按當局的要求和標準完全復原，至於修復費用和工期未有要求有關公司提交確實修復金額。
2024年3月中下旬，體育局表示奧林匹克體育中心-運動場內的草地重鋪工作已基本完成，經過前段時間的“養草”等工序，基本完成所有工作。在澳門國際十公里長跑賽完結後將仍需整理，爭取盡快開放予本地足球聯賽或相關團體使用場地。
2024年4月14日，體育局表示奧林匹克體育中心-運動場草皮重鋪工作已完成，因需要評估並確保場地安全合適使用，將草地狀態已達要求，經最後修剪和劃線後可開放使用，據澳門足球總會網頁顯示，於同年4月19日起上演澳門甲組足球聯賽賽事。

### 離島社區服務諮詢委員會平常會議
2024年2月6日，離島社咨委舉行平常會議，多名委員在議程前發言中關注相關爭議造成周邊不少民居作息以及場地草皮受損等問題，議政府在舉辦大型活動前，建立系統性和全面的評估機制，並對交通、治安和環境等影響制訂應對計劃。當局亦應考慮將活動轉移至路氹城以東一帶如澳門東亞運動會體育館或綜合渡假村的場館等舉行，同時建議加強跨部門合作審視場地舉辦活動的合適性，並向主辦方要求造好場地保護和減少後續活動影響，造好溝通作制訂預案去應對人流和演出期間等相關問題。副召集人徐承康認為建設“演藝之都”，面臨着如何平衡社區利益和減低對社區居民影響的問題，建議設綜合評估機制，透過跨部門小組各自專業分析，就演唱會時間和音量控制、環境保護和噪音隔離、文化教育與理解、經濟效益的平衡、社區交通出行等進行綜合評估，如春節期間在官也街周邊設置氹仔舊城區臨時行人區的方案中，充分表現跨部門綜合評估能力及宣導合適安排。

### 環境部門未考慮修改噪音法
2024年2月下旬，環境保護局回覆澳門立法會直選議員梁鴻細對於演唱會發出的震動及低頻噪音等現象噪音問題提出的書面質詢，當局回應指《噪音法》已對七類噪音源進行管制，當中涵蓋表演、娛樂，以及類似活動的噪音，並會持續檢視《噪音法》的執行情況和相關指引，暫沒有計劃修法。對於戶外演唱會場地選址問題，體育局於場地檔期及設施條件適合的情況下，亦會提供予團體進行其他非體育活動，同時要求用場單位在用場期間必須嚴格遵守澳門相關的法律法規及《體育局轄下各體育設施的使用總則》，提醒其應注意有關活動安排所須獲得的相關准照或許可，並應提前就有關事宜與相關部門溝通；此外，亦會持續關注不同用場單位使用場地的各項安排，並與各用場單位保持密切溝通及協調，以便其適時採取相應的場地使用優化措施。文化局另表示在籌辦各項藝文活動時，亦會綜合考量活動性質、技術要求及場地配套等因素，安排活動於合適的公共文化設施、社區演出空間等場地舉行，亦會增加文化遺產與音樂會結合的沉浸式演出，並致力發揮轄下設施的文化功能。

### 2024年4月行政長官答問會
2024年4月16日，行政長官賀一誠列席澳門立法會全體會議，有議員關注澳門打造「演藝之都」、「體育之城」的場地和軟硬件建設。直選議員李靜儀關注澳門的表演場地數量和規模未必能滿足眾多藝文盛事或國際級大型活動的舉辦，相關交通、商業配套等亦有待完善，以及如何利用氹仔馬場用地做文藝設施；特首賀一誠回應指除了澳門半島南岸海濱綠廊南段有容納兩萬多人的場地，年底將會在氹仔島有一個可容納五萬人的場地，不會影響居民且能帶動旅遊業經濟發展。至於氹仔馬場土地方面，將會是社會未來長遠發展的良好配套，政府會將其納入長遠規劃當中。方向是在體育及演出上去發展，初步希望興建成多功能性的文體場地，可能設有地庫停車場、溜冰場、藝文活動演出等場所。同時，將考慮政府投資或是交由私人企業經營，期望發揮「最細的土地、做最好的舞台」。而馬場土地達335萬平方米，開挖地庫需時長，認為要有國際性水平公司開展規劃再交社會評估，相信需要一至兩年的時間。故未來希望該地是以多功能場地的方向去發展，不會建設住宅及博彩娛樂場。

### 五萬人戶外演唱會場地傳出及公布
2024年4月23日，社會文化司司長歐陽瑜出席活動後受訪指表示，澳門特區政府已有一些場地選擇，主要是在澳門蛋和綜合渡假村一帶的土地，政府希望場地設在氹仔，現正試一試平整、研究能否使用，如果可用會盡快對外公布，目標希望在2025年首季開始舉辦演唱會。
2024年6月，澳廣視澳門電台葡文頻道報道引述消息稱，五萬人演唱會場地有關選址位處路氹城，旁邊為上葡京與澳門葡京人之間一幅面積近10萬平方米的國有土地。社會文化司司長辦公室回覆該台查詢時稱，當局仍在物色大型戶外演唱會場地，並評估中，如有詳情將適時公布，該土地已基本清空和平整，正進行有關方面的後續工程。
2024年6月17日，澳門特別行政區政府宣佈落實在路氹城澳門葡京人一幅閒置土地用作五萬人演唱會場地，並命名為澳門戶外表演區，有關土地平整工程於2024年下半年展開，爭取同年年底舉行試營運的綵排，包括測試人流管制、交通安排、保安管理等，預計2025年首兩個月內正式舉行首場表演活動。眾多演藝業界期待新場地能夠改變並擴大澳門「演藝之都」的金名片，吸引海內外歌手赴澳演出。